# Ширятино (Тверская область)
Ширятино — деревня в Кесовогорском районе Тверской области, входит в состав Кесовского сельского поселения.

## География
Деревня находится в 15 км на северо-запад от райцентра посёлка Кесова Гора.

## История
В 1832 году в селе была построена каменная Покровская церковь с 3 престолами, метрические и исповедальные книги с 1827 года. 
В конце XIX — начале XX века село входило в состав Кесовской волости Кашинского уезда Тверской губернии. 
С 1929 года деревня входила в состав Горкоширятского сельсовета Кесовогорского района Бежецкого округа Московской области, с 1935 года — в составе Калининской области, с 1994 года — в составе Горкоширятского сельского округа, с 2005 года — в составе Кесовского сельского поселения.

## Население
| 1859 | 1889 | 2002 | 2010 |
| ---- | ---- | ---- | ---- |
| 130  | ↗144 | ↘10  | ↘0   |

## Достопримечательности
В деревне расположена недействующая Церковь Покрова Пресвятой Богородицы (1832).